# 1570-е

## Догађаји и трендови
- 1570 — Папа Пије V је ексомуниковао Елизабету I, енглеску краљицу, што је довело до зближавања Англиканске цркве и Круне.
- 1570 — Иван IV Грозни наређује масакр становништва Новгорода.
- 1570 — 12. септембра рођен је Хенри Хадсон, енглески истраживач и поморац.
- 1571 — 27. јануара рођен је Абас I Велики, персијски владар.
- 1571 — 14. марта умро је Јован II Жигмунд Запоља, краљ Угарске до 1570. и кнез Ердеља из династије Запоља.
- 1571 — са мјеста патријарха Српске православне цркве се повукао Макарије Соколовић.
- 1571 — Папа Пије V оснива Свету лигу за борбу против Османског царства.
- 1571 — снаге Свете лиге су уништиле поморске снаге Османског царства у бици код Лепанта.
- 1572 — папом је постао Гргур XIII.
- 1572 — Папа Гргур XIII је одобрио покољ хугенота у Вартоломејској ноћи.
- 1572 — откривено је задње упориште Инка, па је ухваћен и убијен задњи владар Инка Манков син Тупак Амару. Тиме је окончан отпор шпанском освајању.
- 1573 — 26. априла рођена је Марија Медичи, француска краљица.
- 1573 — догодила се Стубичка битка, одлучујући сукоб у оквиру хрватскословеначке сељачке буне, која је завршила побједом феудалних снага.
- 1573 — 15. фебруара погубљен је Матија Губец, хрватски сељак, вођа Хрватско-словеначке сељачке буне.
- 1574 — 12. децембра умро је Селим II, турски султан.
- 1574 — умро Макарије Соколовић, први патријарх Српске православне цркве када је она обновљена као Пећка патријаршија 1557. године.
- 1574 — 30. маја умро је Шарл IX, француски краљ.
- 1575 — Португалци су оснивали колонију Кабинда за превоз робова.
- 1575 — Тунис постаје покрајина у Османском царству.
- 1575 — Португалци су основали Казабланку.
- 1576 — Португалци су основали Луанду.
- 1576 — шпански колонизатори су основали Леон.
- 1576 — основан је Салтиљо у Мексику.
- 1578 — Османлије су заузели цијелу Босанску крајину.
- 1579 — 11. октобра умро је Мехмед Соколовић, Велики везир у Османском царству.
- 1579 — основан је Карловац.
- 1579 — Утрехтска унија уједињује сјеверну Низоземску, из које ће касније настати Низоземска република.
- 1579 — Арашка унија уједињује јужну Низоземску, из које ће касније настати Шпанска Низоземска, Аустријска Низоземска, односно Белгија.

## Наука
- 1571 — 27. децембра рођен је Јохан Кеплер, њемачки астроном.
- 1573 — 10. јануара рођен је Симон Мариј, њемачки астроном.
- 1576 — 21. септембра умро је Ђироламо Кардано, италијански љекар, математичар, физичар, астроном и коцкар.
- 1573 — рођен Ђурађ Дубровчанин дубровачки научник.

## Култура
- 1570 — рођена Јелена Гргурић Охмућевић, дубровачка сликарка.
- 1571 — 29. септембра рођен је Микеланђело Меризи (Америги) Да Каравађо, италијански сликар.
- 1571 — 14. фебруара умро је Бенвенуто Челини, вајар, златар и ренесансни писац.
- 1573 — умро Питер Артсен, холадски сликар.
- 1573 — 15. јуна умро је Антун Вранчић, хрватски хуманиста.
- 1573 — јула месеца умро је Етјен Жодел, француски барокни пјесник и писац драма.
- 1576 — 27. августа умро је Тицијан Вечели, венецијански сликар.
- 1578 — рођен Питер Нефс Старији, фламански сликар.

### Архитектура
- 1570 — у садашњем облику је саграђено најсветије мјесто у самој Меки — Месџид-ул-Харам, у чијем се дворишту налази најсветије мјесто самог ислама, Ћаба.
- 1570 — довршена је градња венецијанског бедема у Никозији.
- 1574 — 27. јуна умро је Ђорђо Вазари, италијански маниристички сликар и архитекта.